# Willem Adelaar
Willem Adelaar (La Haia, 1948) és catedràtic de llengües i cultures indígenes d'Amèrica de la Universitat de Leiden (Països Baixos), membre del comitè científic internacional del programa d'estudis andins de la PUCP, doctor honoris causa per la Universitat Nacional Major de San Marcos i professor honorari de la PUCP.
Va realitzar recerques de camp en el Perú central durant les dècades de 1970 i 1980 i va contribuir així a l'estudi de diferents varietats del quítxua i de les seves relacions externes. A més, s'ha especialitzat en l'estudi de la tipologia i de les relacions històriques, filogenètiques i unes altres, que existeixen entre les llengües autòctones d'Amèrica com la família aimarà, el maputxe, la família txibtxa, l'esmeraldeño, el guaraní i el puquina.
Entre els seus interessos principals figura la situació amenaçada d'extinció i les possibilitats de supervivència de les llengües indígenes americanes. Entre les seves principals publicacions: Tarma Quechua (1977) i The Languages of the Andes (2004).

## Obres (selecció)
- 2009 Unesco Interactive Atlas of the World's Languages in Danger. (regional editor for South America). Paris: UNESCO
- 2007 The Languages of the Andes. con la colaboración de P.C. Muysken. Cambridge language survey. Cambridge University Press. Revised edition. ISBN 9780521368315
- 2007 The importance of toponomy, family names and historical documentation for the study of disappearing and recently extinct languages in the Andean region. In: L. Wetzels(ed.), Language Endangerment and Endangered Languages. Linguistic and anthropological studies with special emphasis on the languages and cultures of the Andean-Amazonian border area, pp. 325–331. Leiden: CNWS
- 2007 Ensayo de clasificación del katawixí dentro del conjunto harakmbut-katukina. En: A. Romero Figueroa, A. Fernández Garay and A. Corbera Mori (eds.), Lenguas indígenas de América del Sur: Estudios descriptivo-tipológicos y sus contribuciones para la lingüística teórica, pp. 159–169. Caracas: Universidad Católica Andrés Bello
- 2006 The Quechua impact in Amuesha, an Arawak language of the Peruvian Amazon. In: A.Y. Aikhenvald & R.M.W. Dixon (eds.), Grammars in Contact. A Cross-Linguistic Typology, pp. 290–312. Oxford i Nova York: Oxford University Press
- 1995 Raíces lingüísticas del quichua de Santiago del Estero. In: A. Fernández Garay & J.P. Viegas Barros (eds.), Actas de las Segundas Jornadas de Lingüística Aborigen, pp. 25–50. Universidad de Buenos Aires
- 1994 La procedencia dialectal del manuscrito de Huarochirí basant-se en sus características lingüísticas. Revista Andina, 12:1, pp. 137–154. Cusco: Centro "Bartolomé de Las Casas".
- 1987 Morfología del quechua de Pacaraos . Lima: Universidad Nacional Mayor de San Marcos.
- 1987 Aymarismos en el quechua de Puno. Indiana, 11, pp. 223‑231. Berlin: Gebr. Mann Verlag.
- 1982 Léxico del quechua de Pacaraos. Lima: Universidad Nacional Mayor de San Marcos: Centro de Investigación de Lingüística Aplicada: Documento de Trabajo No. 45.

## Ensenyament
Llengües i cultures d'Amèrica indígena: gramàtica i textos de maia yukatek, introducció a història cultural andina, introducció a Mesoamèrica, història cultural, introducció a la llengua quítxua, llengües i cultures amazòniques, les llengües extingides de la regió Andina, entre elles: muchik, puquina. Estructures i diversitat lingüística de la regió Andines, tòpics de la història cultural andina, les societats americanes ameríndies contemporànies i lingüistica ameríndia comparativa.